# Ottensheim
Ottensheim je městys v rakouské spolkové zemi Horní Rakousy, v okrese Urfahr-okolí. Leží na řece Dunaj.
V roce 2012 zde žilo 4 524 obyvatel.

## Místní části
Do území obce patří tyto sídla (počet obyvatel v závorce je uveden podle stavu k 1. lednu 2022):
- Dürnberg (698)
- Höflein (118)
- Niederottensheim (538)
- Ottensheim (3298)
- Weingarten (148)

## Pamětihodnosti
- Zámek Ottensheim (v soukromém vlastnictví)
- Římskokatolický farní kostel svatého Jiljí (německy St. Aegidius), v OttensheimuPohled na zámek Ottensheim z protějšího břehu Dunaje

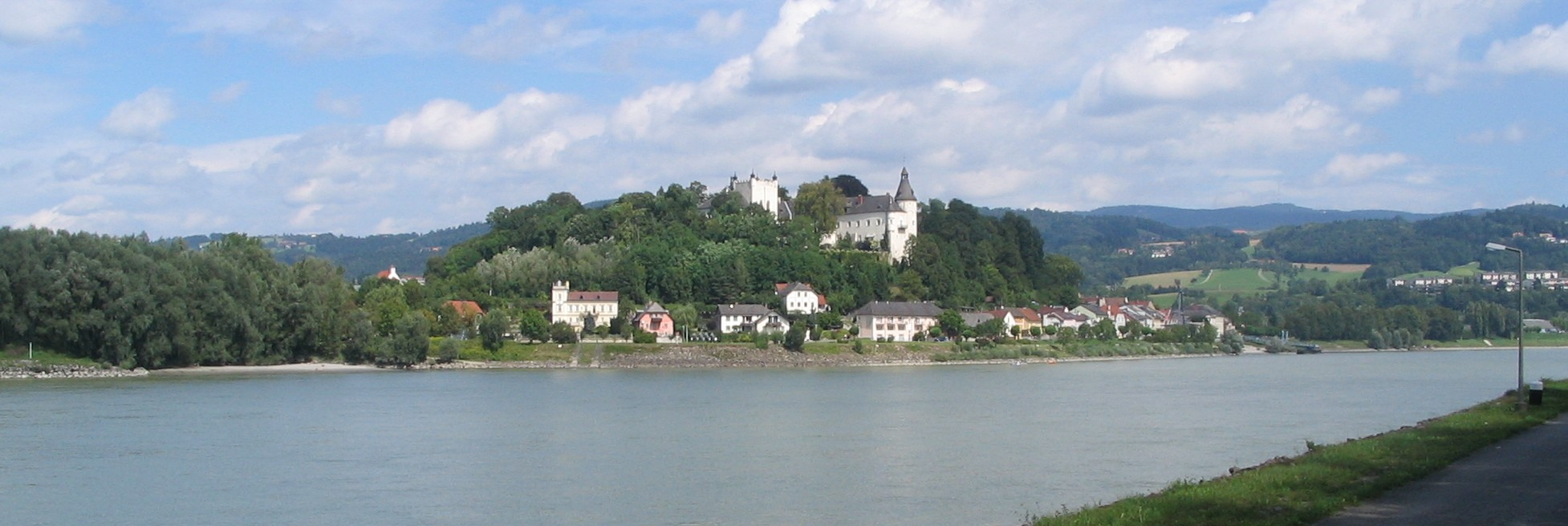
Pohled na zámek Ottensheim z protějšího břehu Dunaje

## Hospodářství
Dunajská elektrárna Ottensheim-Wilhering, která se na rozdíl od názvu celá nachází v obci Ottensheim, je sedmou největší průtočnou vodní elektrárnou v Rakousku.

## Významné osobnosti

### Breinbauerové
Ottensheim proslul jako sídlo slavného varhanářského rodu Breinbauerů.
- Josef Breinbauer (1807–1882), varhanář
- Leopold Breinbauer st. (1859–1920), varhanář
- Leopold Breinbauer ml. (1886–1920), varhanář
- Rudolf Breinbauer (1888–1973), stavitel domů a lodí

### Ostatní
- Sophie Rois (* 1961), zpěvačka a herečka
- Sybille Bammerová (* 1980), tenistka

## Galerie

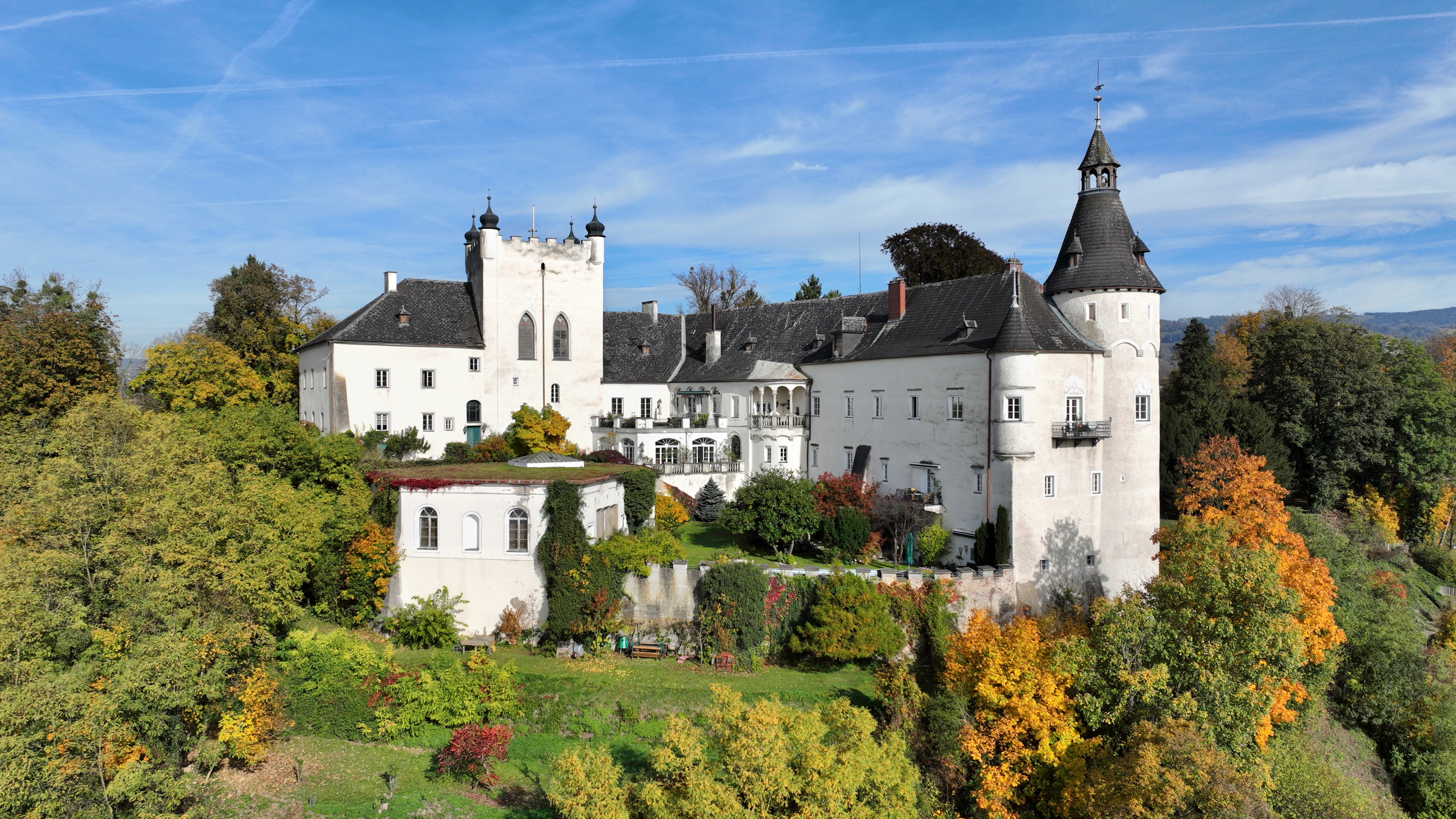
Zámek
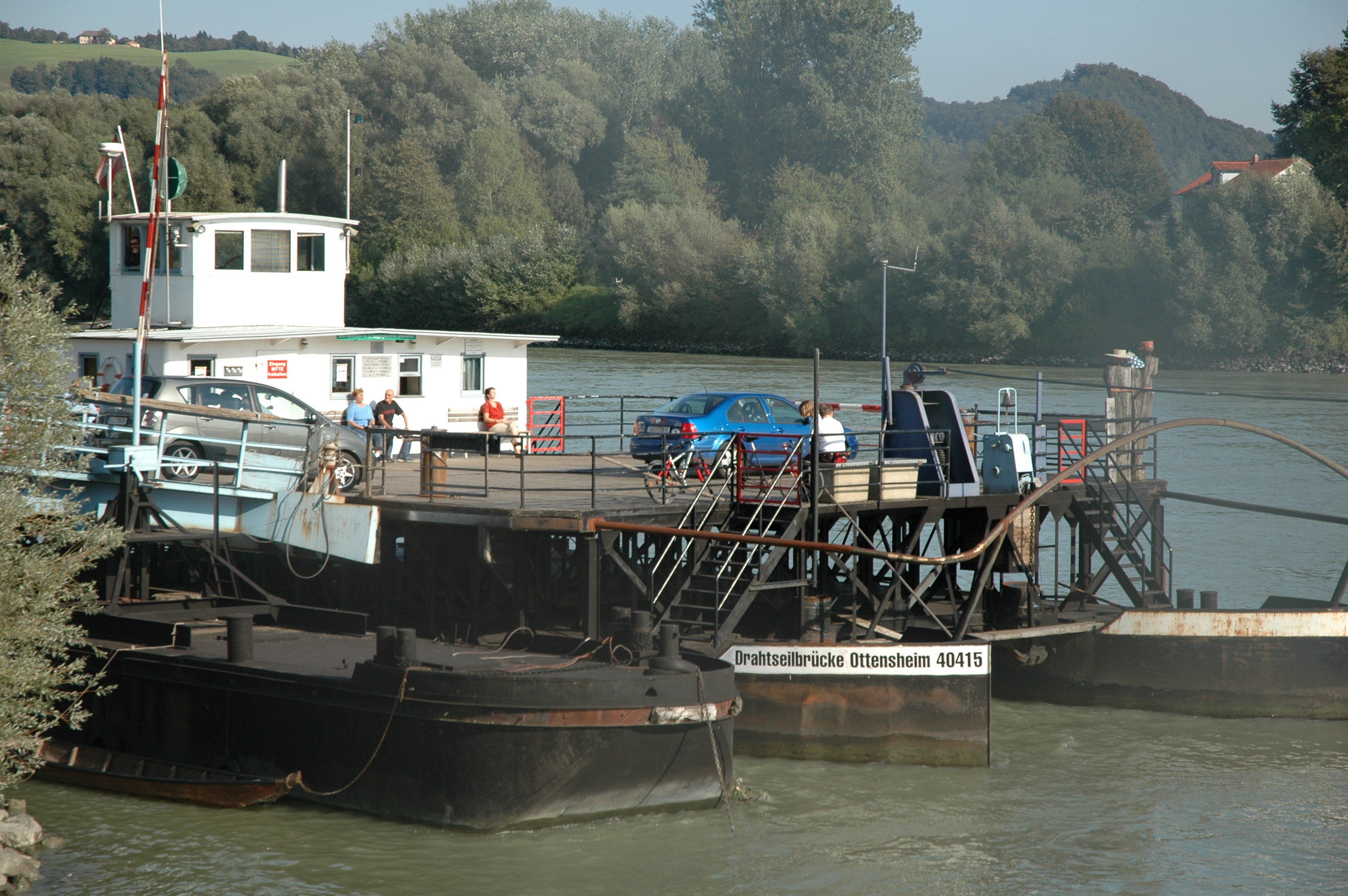
Přívoz přes Dunaj
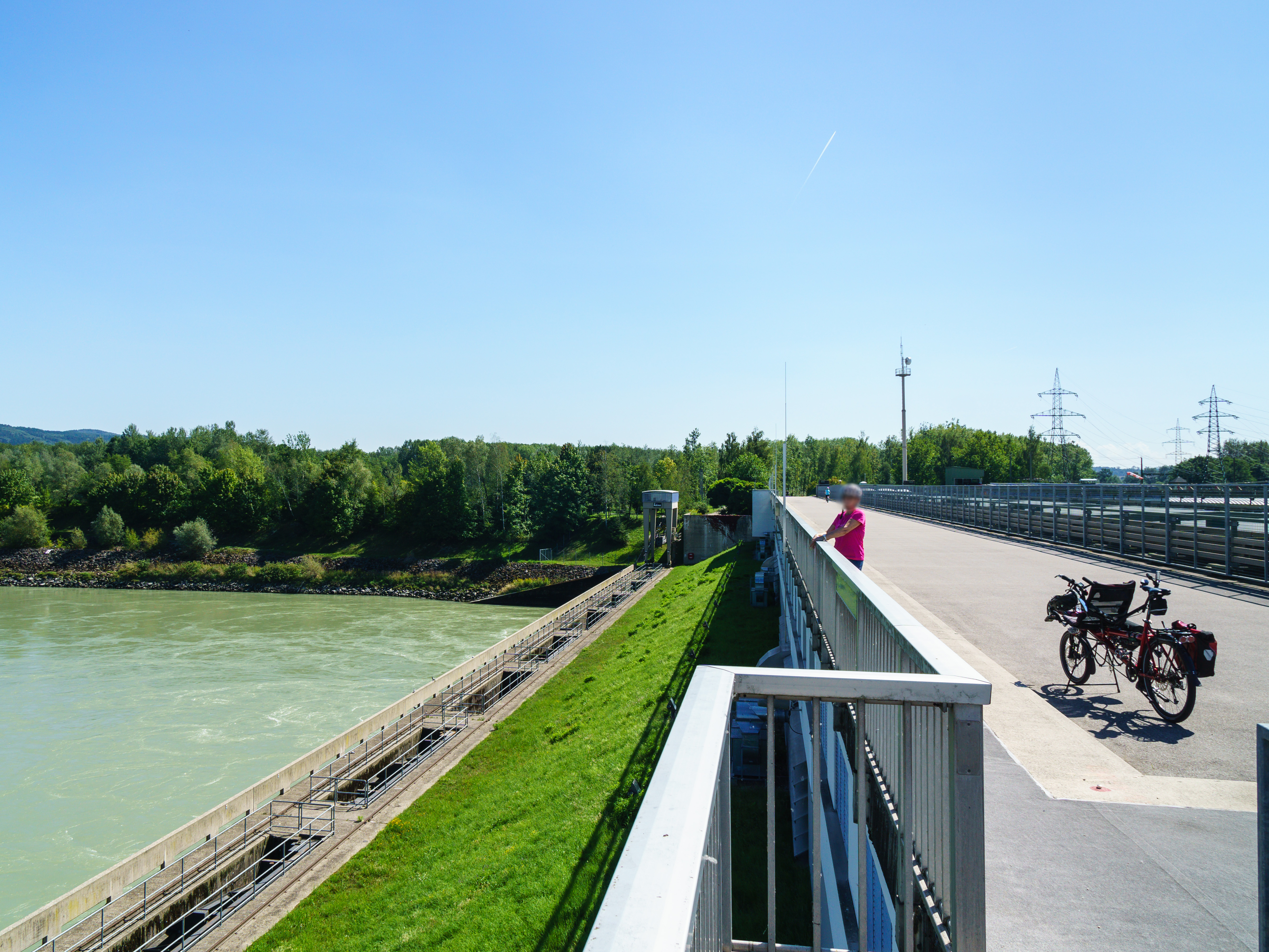
Jez průtočné vodní elektrárny